# Olympische Sommerspiele 2020/Leichtathletik – Kugelstoßen (Frauen)
Der Wettkampf im Kugelstoßen der Frauen bei den Olympischen Spielen 2020 in Tokio fand am 30. Juli und 1. August 2021 im neuerbauten Nationalstadion statt.
Olympiasiegerin wurde die Chinesin Gong Lijiao. Silber gewann die US-Amerikanerin Raven Saunders, Bronze ging an die Neuseeländerin Valerie Adams, frühere Valerie Vili.

## Aktuelle Titelträgerinnen
| Olympiasiegerin                         | Michelle Carter ( USA)             | 20,63 m | Rio de Janeiro 2016 |
| Weltmeisterin                           | Gong Lijiao ( Volksrepublik China) | 19,55 m | Doha 2019           |
| Europameisterin                         | Paulina Guba ( Polen)              | 19,33 m | Berlin 2018         |
| Nord-/Zentralamerika-/Karibik-Meisterin | Magdalyn Ewen ( USA)               | 18,22 m | Toronto 2018        |
| Südamerika-Meisterin                    | Ahymará Espinoza ( Venezuela)      | 17,44 m | Lima 2019           |
| Asienmeisterin                          | Gong Lijiao ( Volksrepublik China) | 19,18 m | Doha 2019           |
| Afrikameisterin                         | Ischke Senekal ( Südafrika)        | 17,24 m | Asaba 2018          |
| Ozeanienmeisterin                       | Maddison-Lee Wesche ( Neuseeland)  | 18,04   | Townsville 2019     |

## Bestehende Rekorde
| Weltrekord         | Natalja Lissowskaja ( Sowjetunion) | 22,63 m | Moskau, Sowjetunion (heute Russland)           | 7. Juni 1987  |
| Olympischer Rekord | Ilona Slupianek ( DDR)             | 22,41 m | Finale OS Moskau, Sowjetunion (heute Russland) | 24. Juli 1980 |

Der seit 1980 bestehende olympische Rekord wurde auch bei diesen Spielen nicht erreicht. Der weiteste Stoß gelang der chinesischen Olympiasiegerin Gong Lijiao mit 20,58 m in ihrem sechsten und letzten Versuch im Finale am 1. August. Damit blieb sie 1,83 m unter dem Olympia- und genau 2,05 m unter dem Weltrekord.

## Legende
Kurze Übersicht zur Bedeutung der Symbolik – so üblicherweise auch in sonstigen Veröffentlichungen verwendet:
| – | verzichtet |
| x | ungültig   |

## Qualifikation
30. Juli 2021, 19:25 Uhr (12:25 Uhr MESZ)
Die Athletinnen traten zu einer Qualifikationsrunde in zwei Gruppen an. Acht Wettbewerberinnen (hellblau unterlegt) übertrafen die Qualifikationsweite für den direkten Finaleinzug von 18,80 m. Damit war die Mindestanzahl von zwölf Finalteilnehmerinnen nicht erreicht. So wurde das Finalfeld mit den vier nächstbesten Teilnehmerinnen beider Gruppen (hellgrün unterlegt) auf zwölf Kugelstoßerinnen aufgefüllt. Für die Finalteilnahme waren schließlich 18,57 m zu erbringen.

### Gruppe A
| Platz | Name                | Nation              | 1. Versuch | 2. Versuch | 3. Versuch | Weite (m) | Anmerkung |
| ----- | ------------------- | ------------------- | ---------- | ---------- | ---------- | --------- | --------- |
| 1     | Raven Saunders      | USA                 | x          | 19,22      | –          | 19,22     |           |
| 2     | Fanny Roos          | Schweden            | 19,01      | –          | –          | 19,01     |           |
| 3     | Aljona Dubizkaja    | Belarus             | 18,61      | x          | 18,89      | 18,89     |           |
| 4     | Gao Yang            | China               | 18,51      | 18,80      | –          | 18,80     | SB        |
| 5     | Portious Warren     | Trinidad und Tobago | 18,21      | 18,23      | 18,75      | 18,75     | PB        |
| 6     | Jessica Ramsey      | USA                 | x          | x          | 18,75      | 18,75     |           |
| 7     | Maddison-Lee Wesche | Neuseeland          | 18,65      | 16,80      | 18,53      | 18,65     | PB        |
| 8     | Christina Schwanitz | Deutschland         | 17,51      | 17,72      | 18,08      | 18,08     |           |
| 9     | Katharina Maisch    | Deutschland         | 16,92      | 17,89      | 17,72      | 17,89     |           |
| 10    | Klaudia Kardasz     | Polen               | x          | 17,29      | 17,76      | 17,76     |           |
| 11    | Jessica Schilder    | Niederlande         | 16,69      | 17,74      | 16,82      | 17,74     |           |
| 12    | Lloydricia Cameron  | Jamaika             | 17,29      | x          | 17,43      | 17,43     |           |
| 13    | María Belén Toimil  | Spanien             | x          | x          | 17,38      | 17,38     |           |
| 14    | Olha Holodna        | Ukraine             | 16,07      | 17,15      | 17,08      | 17,15     |           |
| 15    | Dimitriana Surdu    | Moldau              | 15,61      | 16,55      | x          | 16,55     |           |
| NM    | Brittany Crew       | Kanada              | x          | x          | x          | ogV       |           |

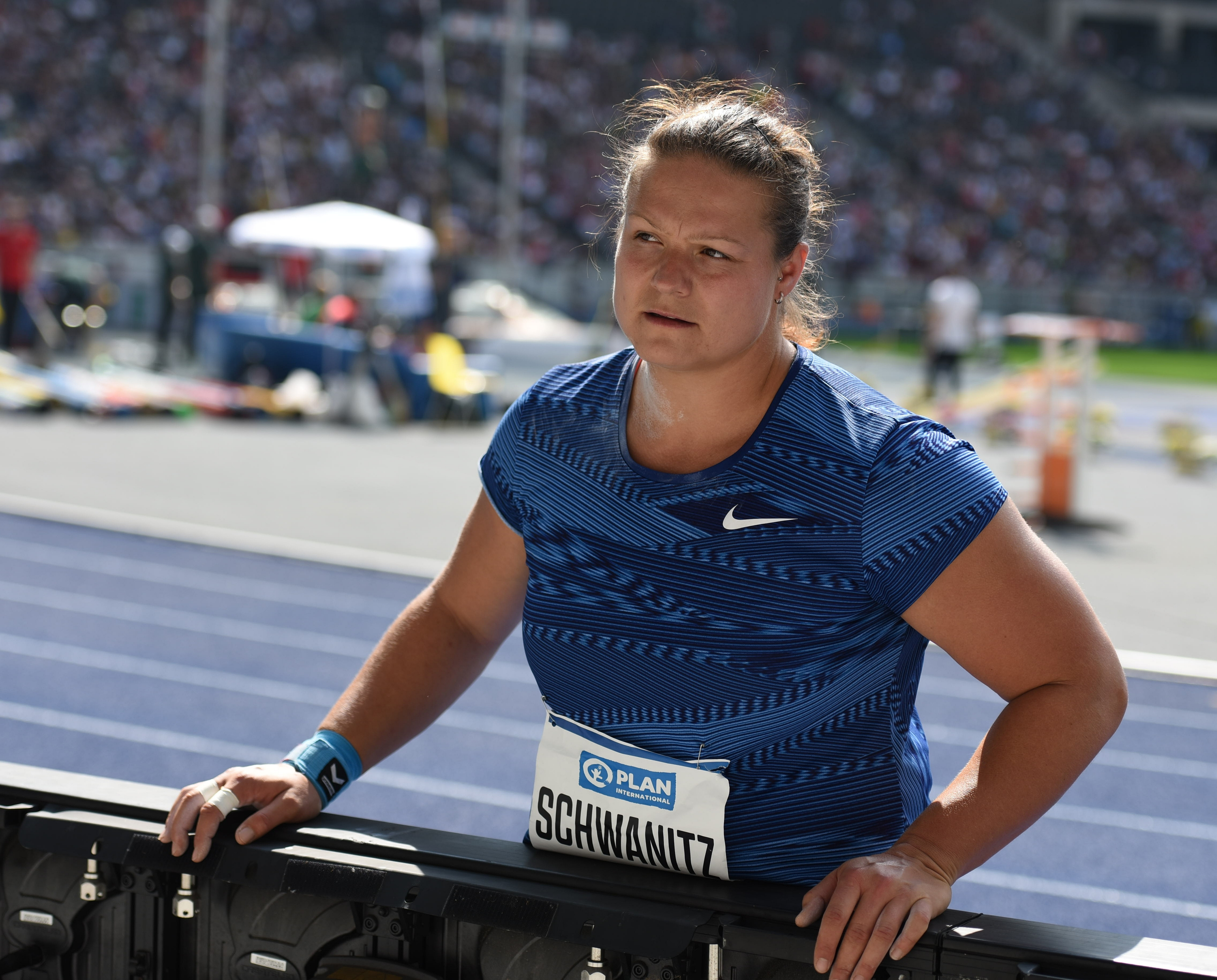
Christina Schwanitz – ausgeschieden mit 18,08 m

Weitere in Qualifikationsgruppe A ausgeschiedene Kugelstoßerinnen:

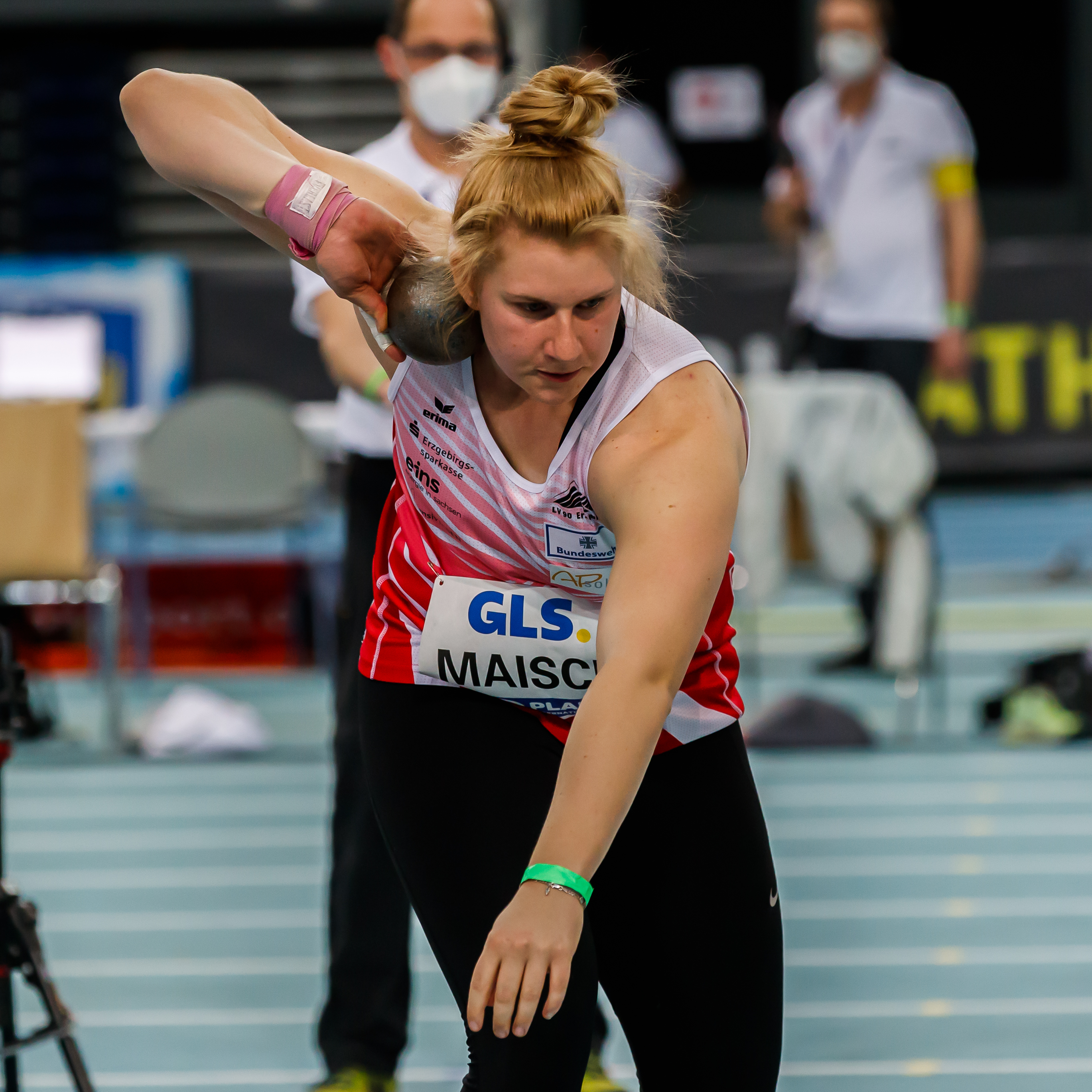
Katharina Maisch – 17,89 m
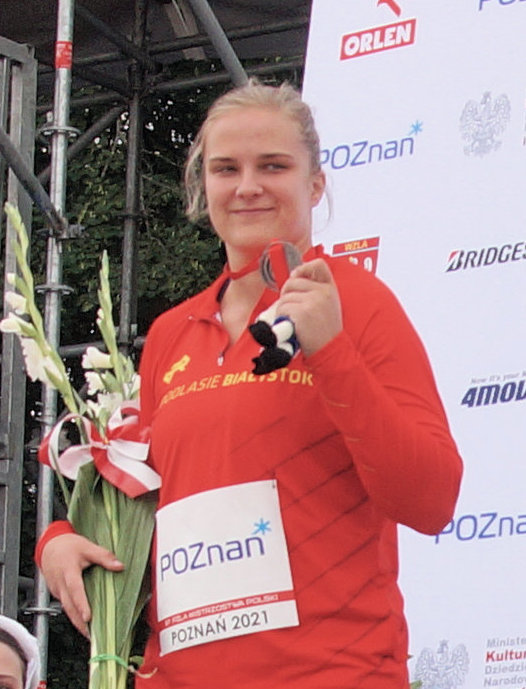
Klaudia Kardasz – 17,76 m

### Gruppe B
| Platz | Name                 | Nation         | 1. Versuch | 2. Versuch | 3. Versuch | Weite (m) | Anmerkung |
| ----- | -------------------- | -------------- | ---------- | ---------- | ---------- | --------- | --------- |
| 1     | Gong Lijiao          | China          | 19,46      | –          | –          | 19,46     |           |
| 2     | Song Jiayuan         | China          | x          | 19,23      | –          | 19,23     |           |
| 3     | Valerie Adams        | Neuseeland     | 18,75      | 18,59      | 18,83      | 18,83     |           |
| 4     | Auriol Dongmo        | Portugal       | 18,80      | –          | –          | 18,80     |           |
| 5     | Sara Gambetta        | Deutschland    | x          | 18,57      | 17,35      | 18,57     |           |
| 6     | Danniel Thomas-Dodd  | Jamaika        | x          | 18,37      | 18,24      | 18,37     |           |
| 7     | Emel Dereli          | Türkei         | x          | 17,81      | 17,69      | 17,81     |           |
| 8     | Sophie McKinna       | Großbritannien | 17,81      | x          | 17,60      | 17,81     |           |
| 9     | Adelaide Aquilla     | USA            | 17,38      | 17,68      | 16,62      | 17,68     |           |
| 10    | Anita Márton         | Ungarn         | 17,42      | 17,59      | x          | 17,59     | SB        |
| 11    | Markéta Červenková   | Tschechien     | 17,33      | x          | 17,05      | 17,33     |           |
| 12    | Ahymará Espinoza     | Venezuela      | 17,17      | 16,74      | 16,50      | 17,17     |           |
| 13    | Paulina Guba         | Polen          | x          | 16,98      | 16,96      | 16,98     |           |
| 14    | Sarah Mitton         | Kanada         | 16,62      | x          | x          | 16,62     |           |
| 15    | Geisa Arcanjo        | Brasilien      | 16,46      | x          | x          | 16,46     |           |
| 16    | Sopo Schatirischwili | Georgien       | 14,91      | 15,31      | x          | 15,31     |           |

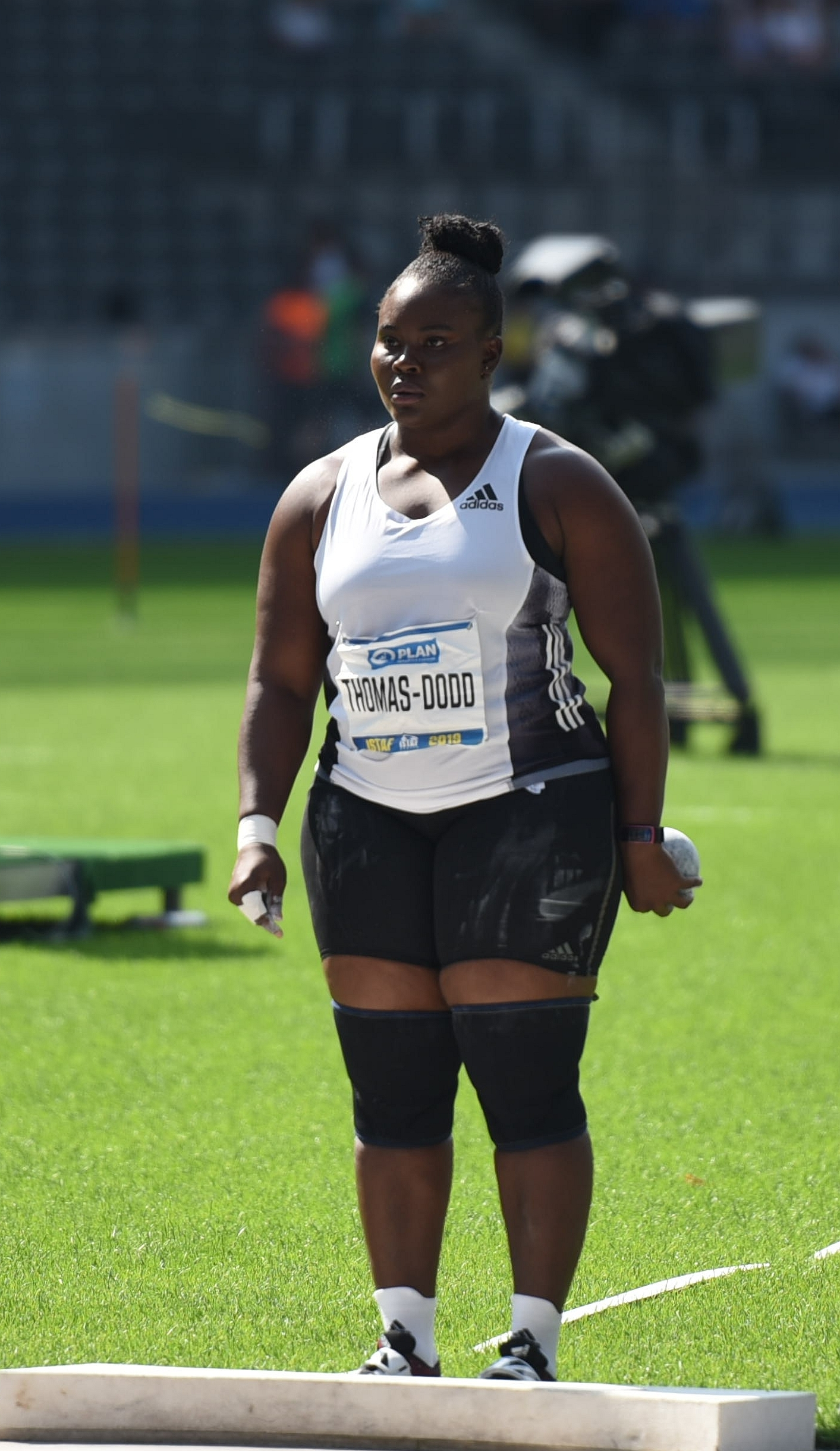
Danniel Thomas-Dodd – ausgeschieden mit 18,37 m

Weitere in Qualifikationsgruppe B ausgeschiedene Kugelstoßerinnen:

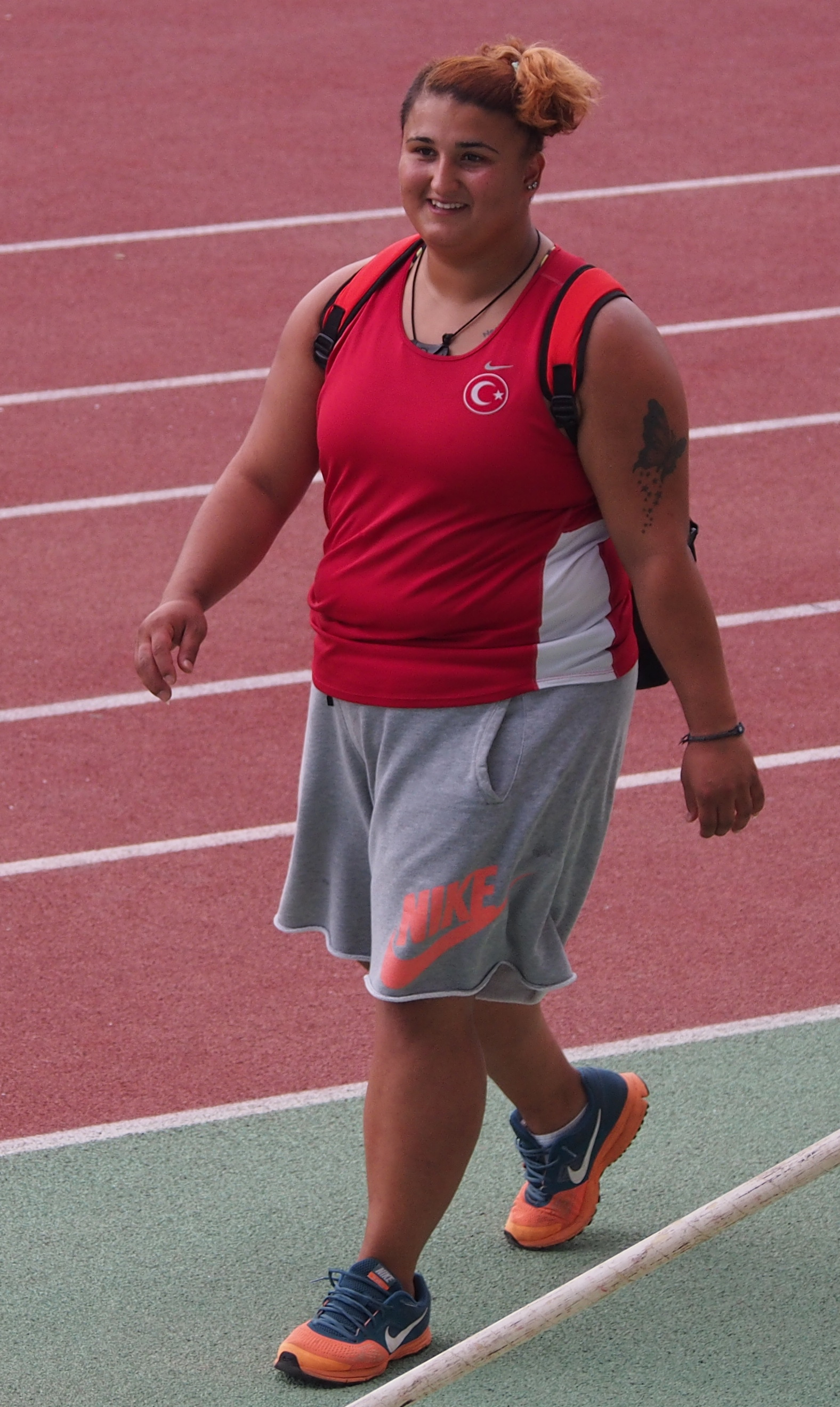
Emel Dereli – 17,81 m
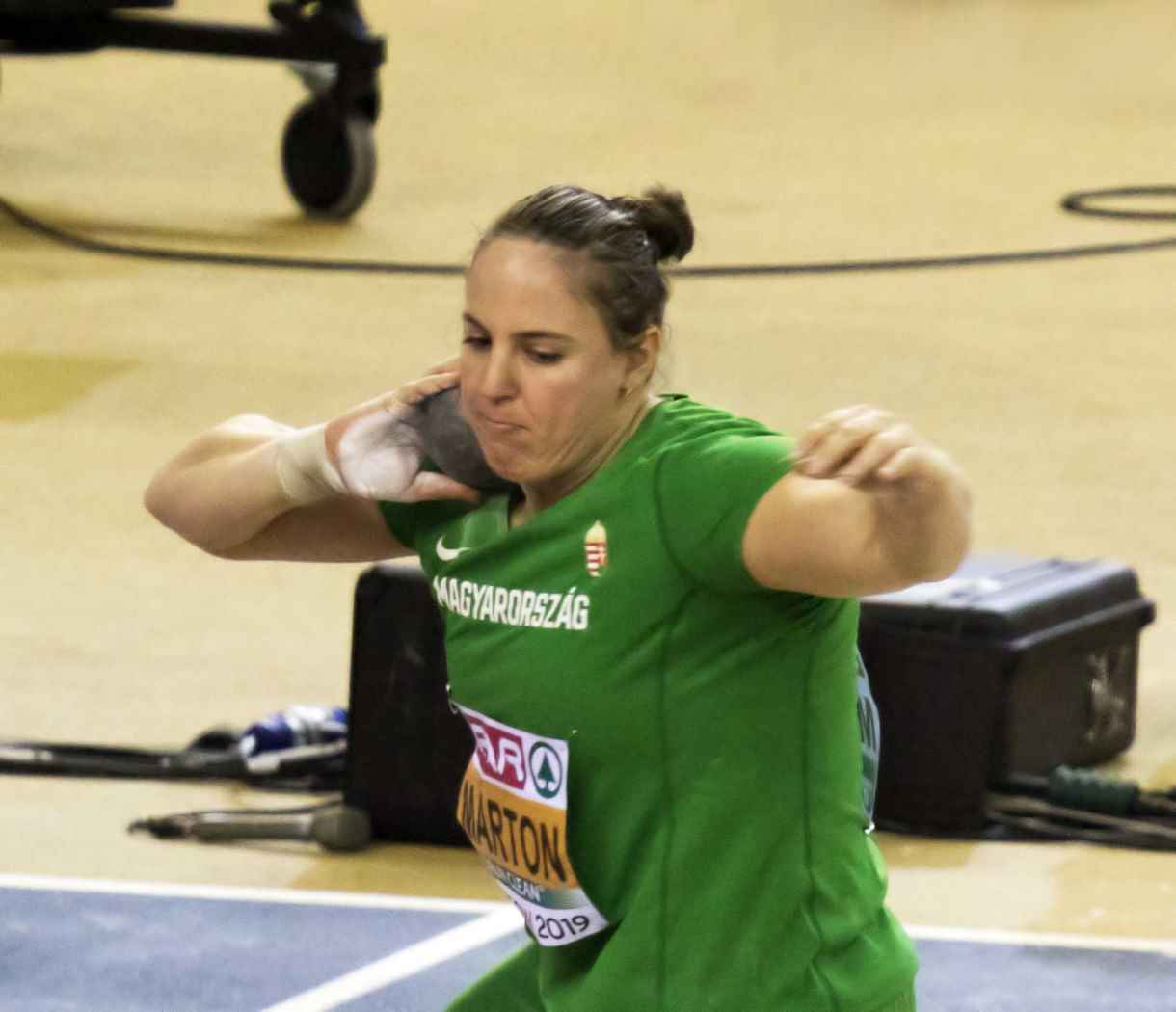
Anita Márton – 17,59 m
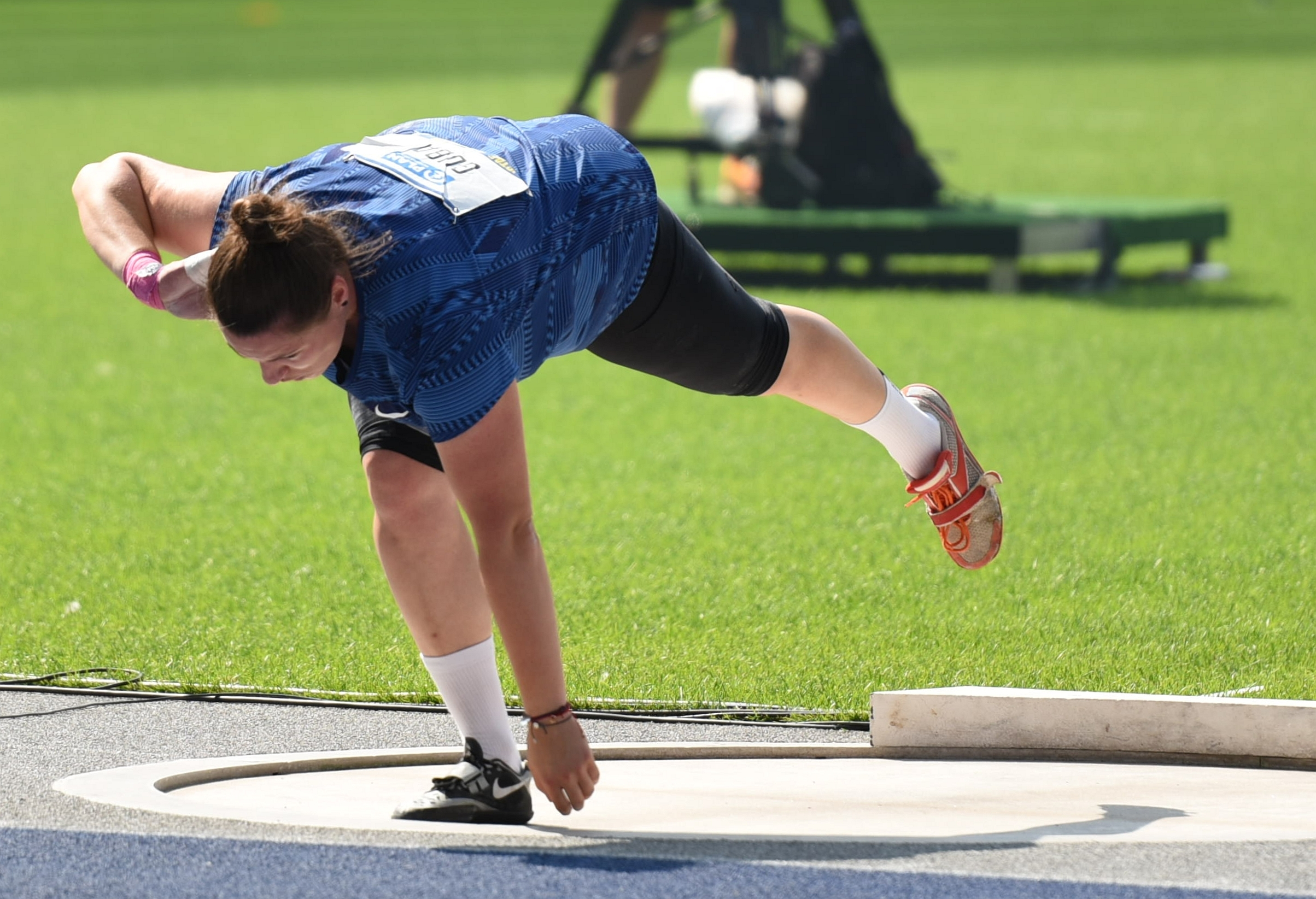
Paulina Guba – 16,98 m

## Finale

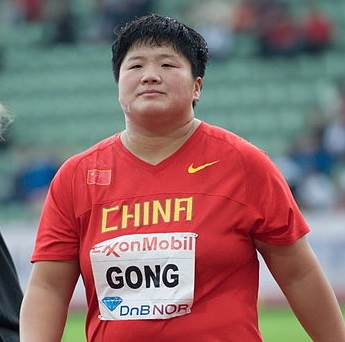
Olympiasiegerin wurde die zweifache Weltmeisterin (2017/2019) Gong Lijiao

1. August 2021, 10:35 Uhr (3:35 Uhr MESZ)
| Platz | Name                | Nation              | 1. Versuch | 2. Versuch | 3. Versuch | 4. Versuch                                  | 5. Versuch                                  | 6. Versuch                                  | Weite (m) | Anmerkung |
| ----- | ------------------- | ------------------- | ---------- | ---------- | ---------- | ------------------------------------------- | ------------------------------------------- | ------------------------------------------- | --------- | --------- |
| 1     | Gong Lijiao         | China               | 19,95      | x          | 19,98      | 19,80                                       | 20,53                                       | 20,58                                       | 20,58     | PB        |
| 2     | Raven Saunders      | USA                 | 19,65      | x          | 19,62      | 19,49                                       | 19,79                                       | x                                           | 19,79     |           |
| 3     | Valerie Adams       | Neuseeland          | 18,62      | 19,49      | 19,62      | x                                           | x                                           | 18,76                                       | 19,62     |           |
| 4     | Auriol Dongmo       | Portugal            | 19,29      | 18,95      | 19,17      | 19,57                                       | 19,45                                       | 19,45                                       | 19,57     |           |
| 5     | Song Jiayuan        | China               | 18,11      | 19,14      | 18,74      | x                                           | x                                           | 18,26                                       | 19,14     |           |
| 6     | Maddison-Lee Wesche | Neuseeland          | 17,45      | 18,42      | 18,98      | 18,18                                       | 18,50                                       | 18,47                                       | 18,98     | PB        |
| 7     | Fanny Roos          | Schweden            | 17,99      | 18,02      | 18,91      | x                                           | 18,72                                       | 18,76                                       | 18,91     |           |
| 8     | Sara Gambetta       | Deutschland         | 18,37      | 18,04      | 18,88      | x                                           | 18,48                                       | 18,38                                       | 18,88     | PB        |
|       |                     |                     |            |            |            |                                             |                                             |                                             |           |           |
| 9     | Aljona Dubizkaja    | Belarus             | 17,76      | 18,57      | 18,73      | nicht im Finale der besten acht Athletinnen | nicht im Finale der besten acht Athletinnen | nicht im Finale der besten acht Athletinnen | 18,73     |           |
| 10    | Gao Yang            | China               | 18,45      | 18,67      | 18,51      | nicht im Finale der besten acht Athletinnen | nicht im Finale der besten acht Athletinnen | nicht im Finale der besten acht Athletinnen | 18,67     |           |
| 11    | Portious Warren     | Trinidad und Tobago | 18,01      | 18,01      | 18,32      | nicht im Finale der besten acht Athletinnen | nicht im Finale der besten acht Athletinnen | nicht im Finale der besten acht Athletinnen | 18,32     |           |
| NM    | Jessica Ramsey      | USA                 | x          | x          | x          | nicht im Finale der besten acht Athletinnen | nicht im Finale der besten acht Athletinnen | nicht im Finale der besten acht Athletinnen | ogV       |           |

Im Finale hatte jede Teilnehmerin zunächst drei Versuche, die Weiten der Qualifikationsrunde wurden nicht gewertet. Den besten acht Athletinnen standen im Anschluss drei weitere Versuche zu.
Bei Temperaturen von bis zu 40° Celsius zeigten die Kugelstoßerinnen eine spannende Darbietung.
Die zweifache Weltmeisterin (2017/2019) Gong Lijiao übernahm in der ersten Runde mit 19,95 m schnell das Kommando. Bei Olympischen Spielen hatte sie 2008 Bronze und 2012 Silber gewonnen, eine olympische Goldmedaille fehlte ihr also noch. Mit 19,65 m lag die US-Amerikanerin Raven Saunders dreißig Zentimeter dahinter auf dem zweiten Platz. Auch die zu diesem Zeitpunkt drittplatzierte Portugiesin Auriol Dongmo hatte mit 19,29 m weiter als neunzehn Meter gestoßen. In Runde zwei verbesserte sich die in der Vergangenheit erfolgreichste Athletin dieses Wettbewerbs, die Neuseeländerin Valerie Adams, frühere Valerie Vili, mit 19,49 m auf den Bronzeplatz. Viermal in Folge (2007/2009/2011/2013) war Adams Weltmeisterin geworden, zweimal (2008/2012) hatte sie olympisches Gold errungen und hatte zudem 2016 in Rio Olympiabronze gewonnen. Aber mit ihren nun 36 Jahren hatte sie nicht mehr ganz die Klasse ihrer erfolgreichen Zeit. In Runde drei festigte sie ihre Position mit einer Steigerung auf 19,62 m, da fehlten ihr nur drei Zentimeter zum Silberrang. Auf exakt dieselbe Weite kam hier die nach wie vor zweitplatzierte Saunders, während die führende Gong sich auf 19,98 m steigerte. Mit der Chinesin Song Jiayuan hatte eine weitere Wettbewerberin mit ihrem zweiten Stoß auf 19,14 m die 19-Meter-Marke übertroffen.
In Durchgang vier wurde es noch einmal eng im Kampf um Bronze. Dongmo kam mit einem Stoß auf 19,57 m bis auf fünf Zentimeter an Adams heran. In der vorletzten Versuchsreihe festigten die beiden Athletinnen ganz vorne ihre Positionen. Raven Saunders setzte sich mit 19,79 m etwas weiter ab von Adams, das brachte der US-Amerikanerin in der Endabrechnung die Silbermedaille. Gong Lijiao übertraf mit 20,53 m als erste und einzige Kugelstoßerin dieser Konkurrenz die 20-Meter-Marke und steigerte sich mit ihrem letzten Stoß um weitere fünf Zentimeter auf 20,58 m. Damit gewann sie als eindeutig beste Athletin dieses Wettbewerbs die Goldmedaille.
Besondere Emotionen gab es bei den drei Medaillengewinnerinnen im Anschluss. Gong Lijiao hatte das erste Kugelstoß-Gold für China errungen. Auch Raven Saunders zeigte sich sehr zufrieden und Bronzemedaillengewinnerin Valerie Adams hielt ein Bild ihrer beiden kleinen Kinder hoch und küsste das Foto. Sie war die erste Kugelstoßerin, die fünf olympische Finals erreichen konnte.

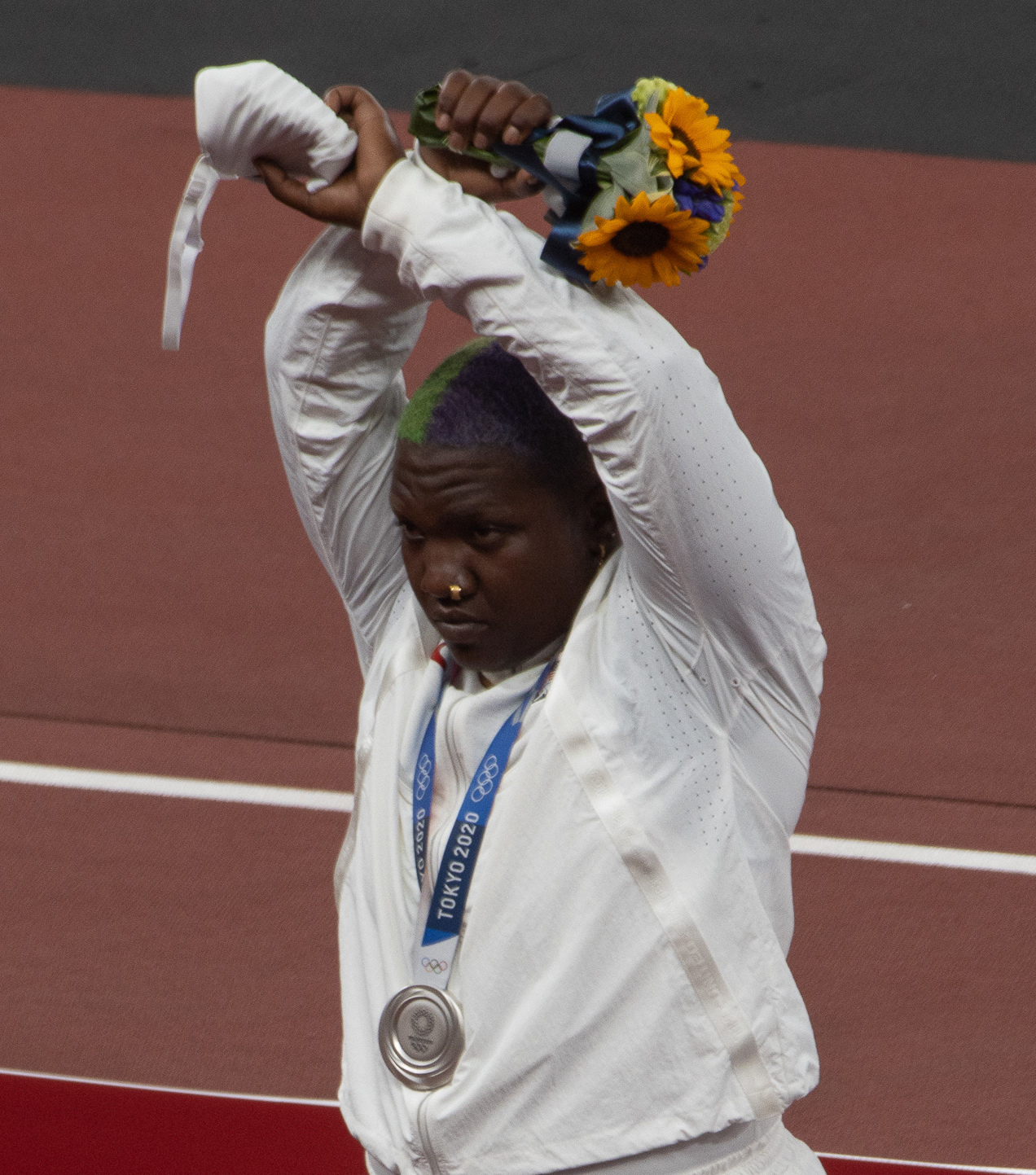
Silbermedaillengewinnerin Raven Saunders
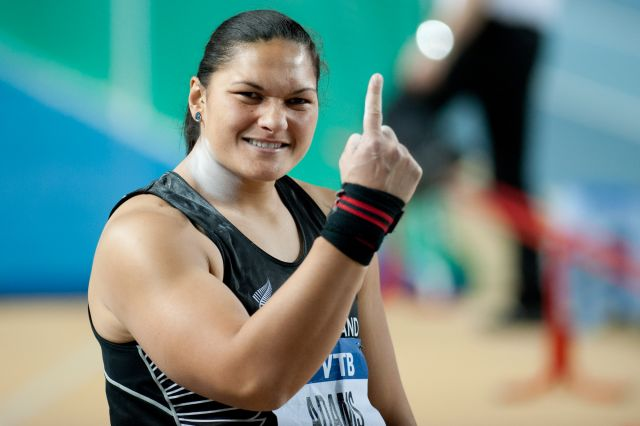
Bronze gewann die zweifache Olympiasiegerin (2008/2012) und viermalige Weltmeisterin (2007/2009/2011/2013) Valerie Adams, frühere Valerie Vili
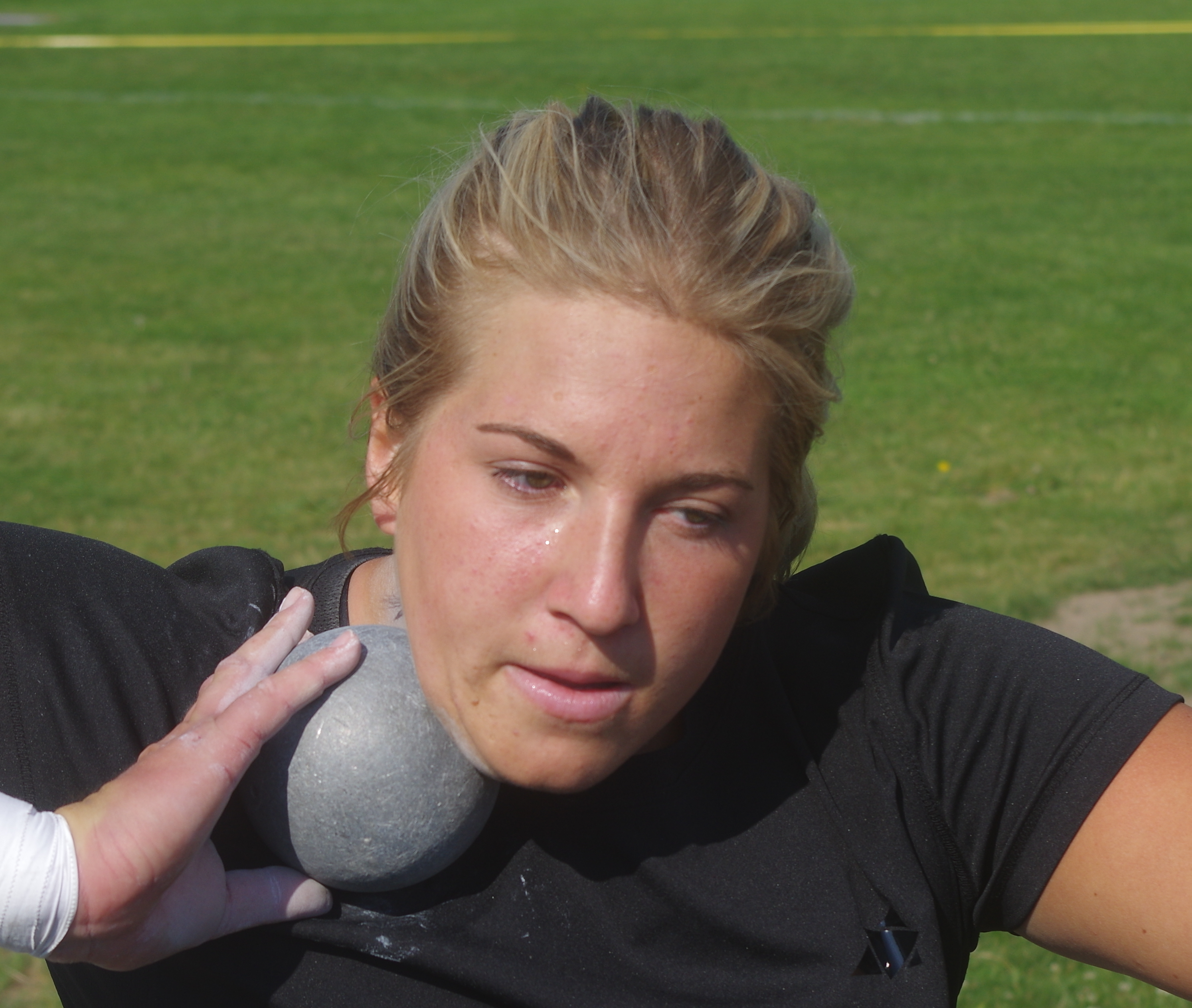
Die siebtplatzierte Fanny Roos
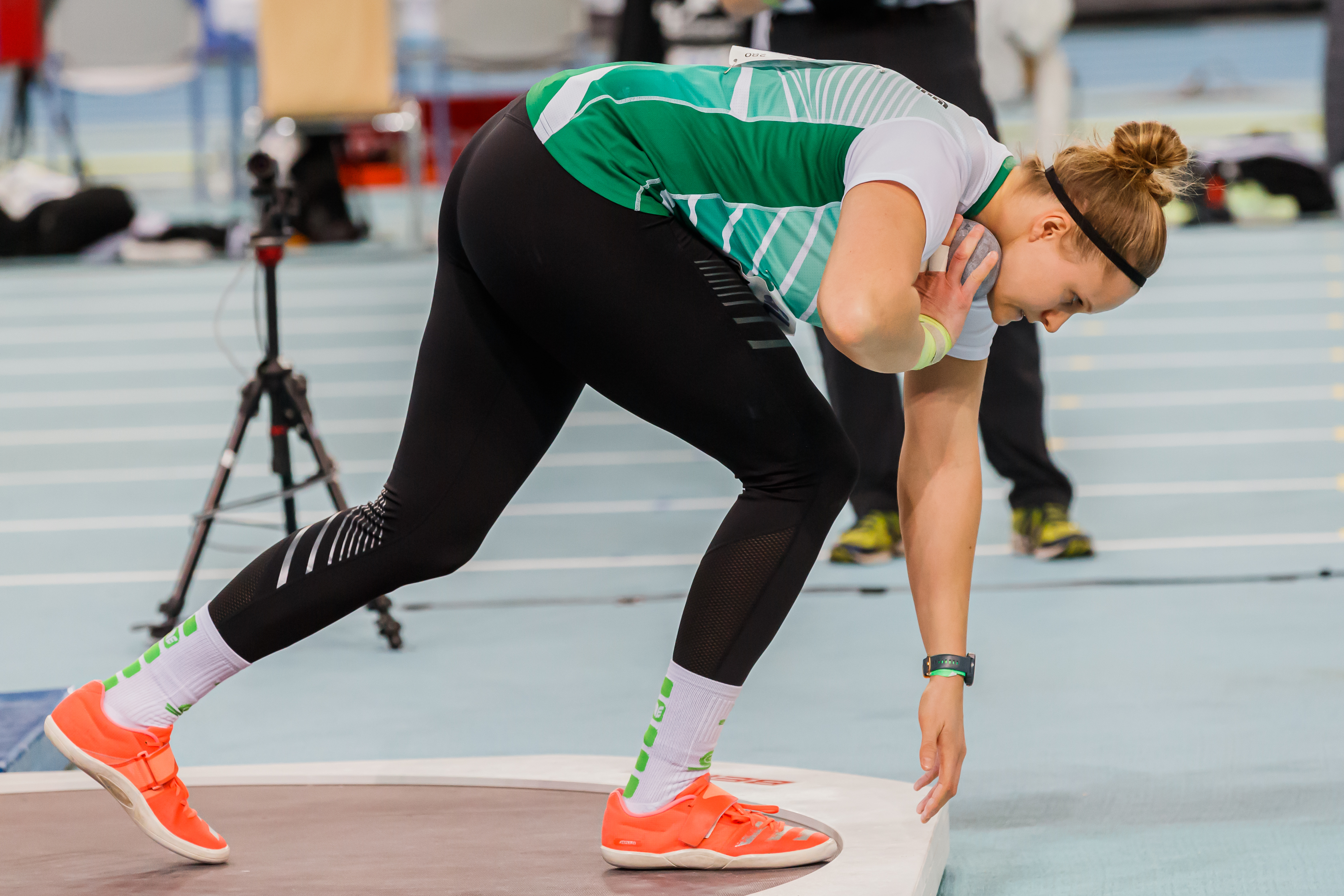
Sara Gambetta kam auf den achten Platz

## Video
- SHOT PUT Women's - FINAL, ATHLETICS - Highlights, Olympic Games - Tokyo 2020, youtube.com, abgerufen am 7. Juni 2022